# 樂香園咖啡室

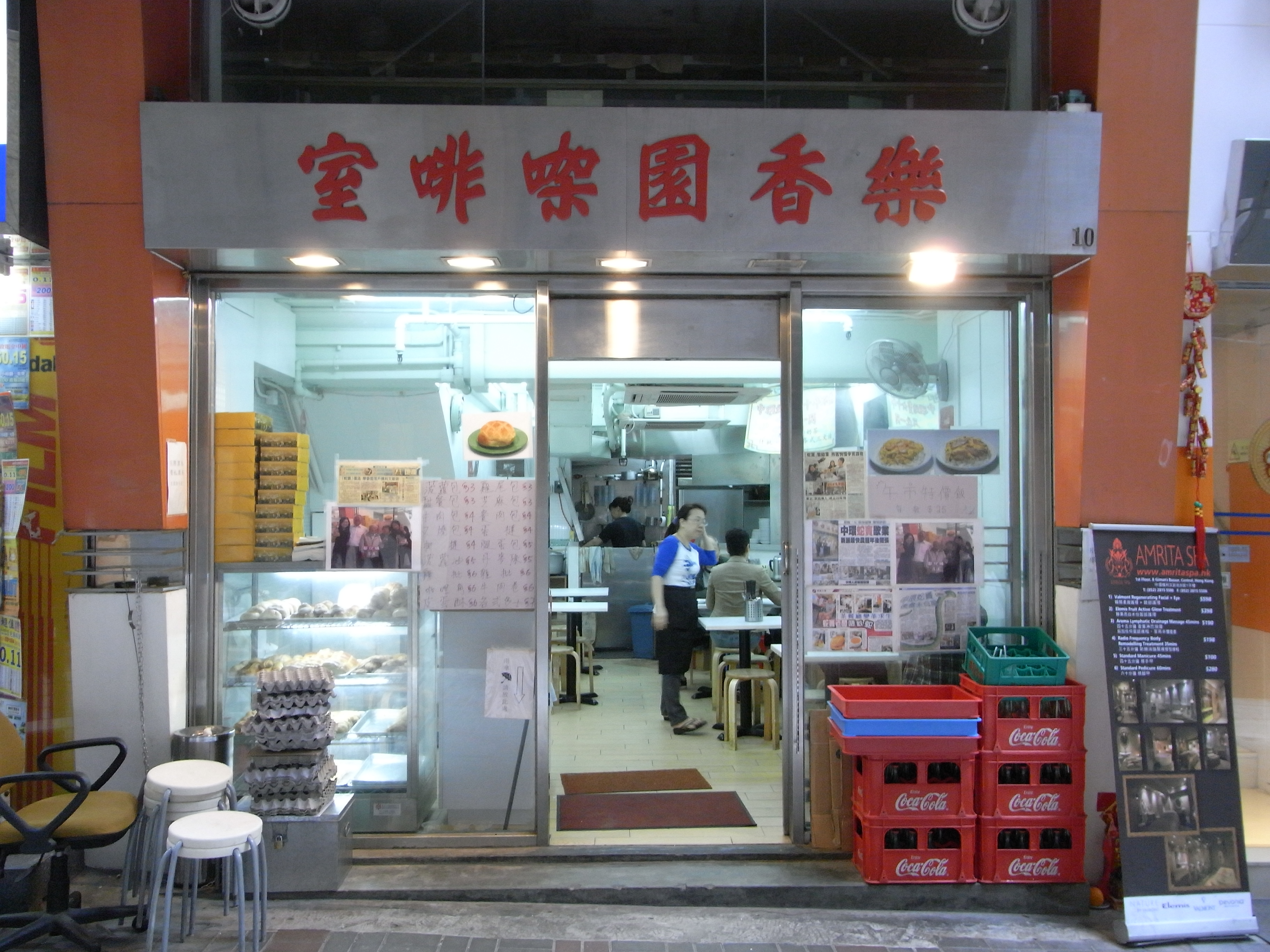
機利文新街樂香園咖啡室新址（2010年）

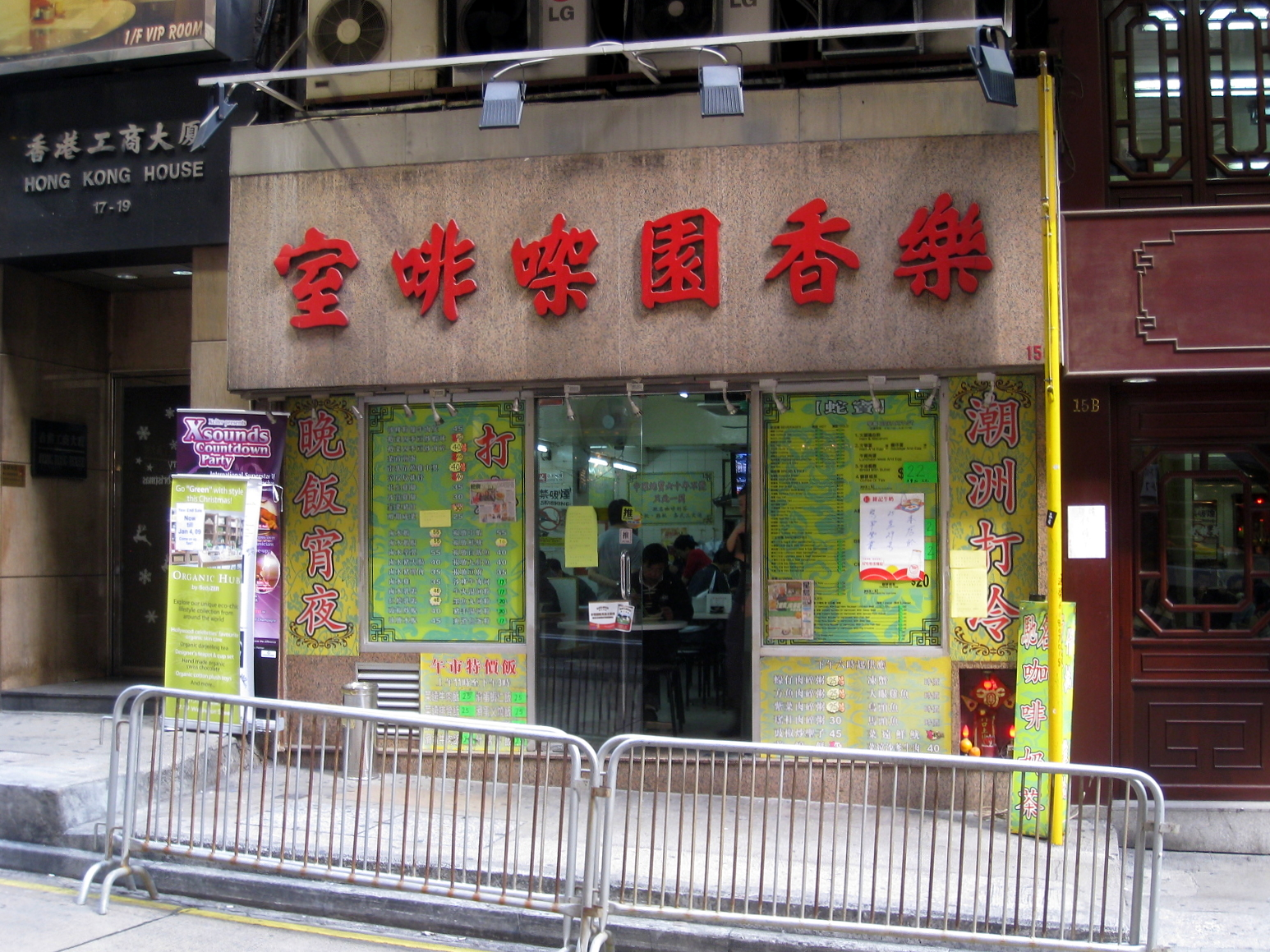
威靈頓街樂香園咖啡室舊貌

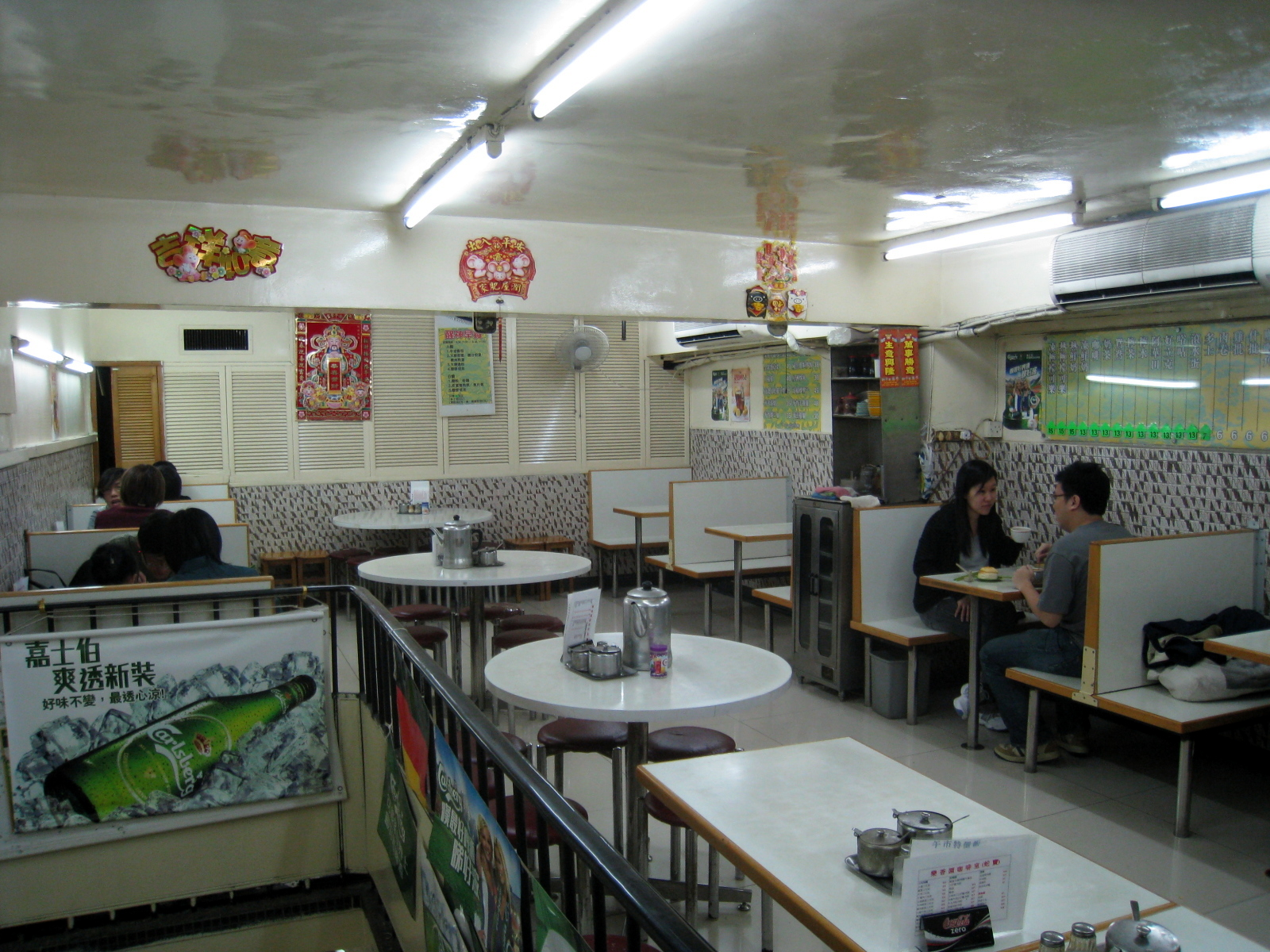
舊樂香園咖啡室內部（閣樓）

樂香園咖啡室是香港一家歷史悠久的茶餐廳，有「蛇竇」（香港口語即偷懶大本營）的稱號。原位於中環威靈頓街15號C地下，因業主大幅加租，於2008年12月29日暫時結業。其後於翌年5月11日在機利文新街重開。到2019年3月18日結業。

## 歷史
樂香園在1950年代原開設於中環畢打街畢打行後門處，當時只是一家小型咖啡店，因其環境隱蔽令街上路人看不見茶檔內部，加上其地利位置，吸引於中環工作的白領或藍領，於下午忙裡偷閒到樂香園品嘗下午茶。偷懶粵語稱為「蛇王」，為樂香園帶來「蛇竇」，即偷懶的地方的稱號。1970年代，蛇竇遷往威寧頓街15號C地舖。 現時的東主鄺悅勝於20多年前接手經營樂香園。到了2003年，餐廳才開設夜市，希望吸引大陸自由行的旅客。
2008年底，業主在續租約時要求把租金由每月12.8萬港元大幅增加至36萬港元，東主鄺悅勝決定於2008年12月29日起暫時停止營業，並待選定新舖位後重新營業。
2009年5月11日，樂香園於中環機利文新街10號地下重開，店舖裝修保留舊式傳統格局，價格亦將維持不變。

## 結業
2019年，老闆娘鄺潔芳表示，因95歲老東主鄺悅勝在年初離世，現時接手後感到疲倦，加上租約期滿，决定將於3月18日結業。不少上班族紛紛到該處懷緬並拍照留念，亦對店舖結業感到遺憾。

## 特色

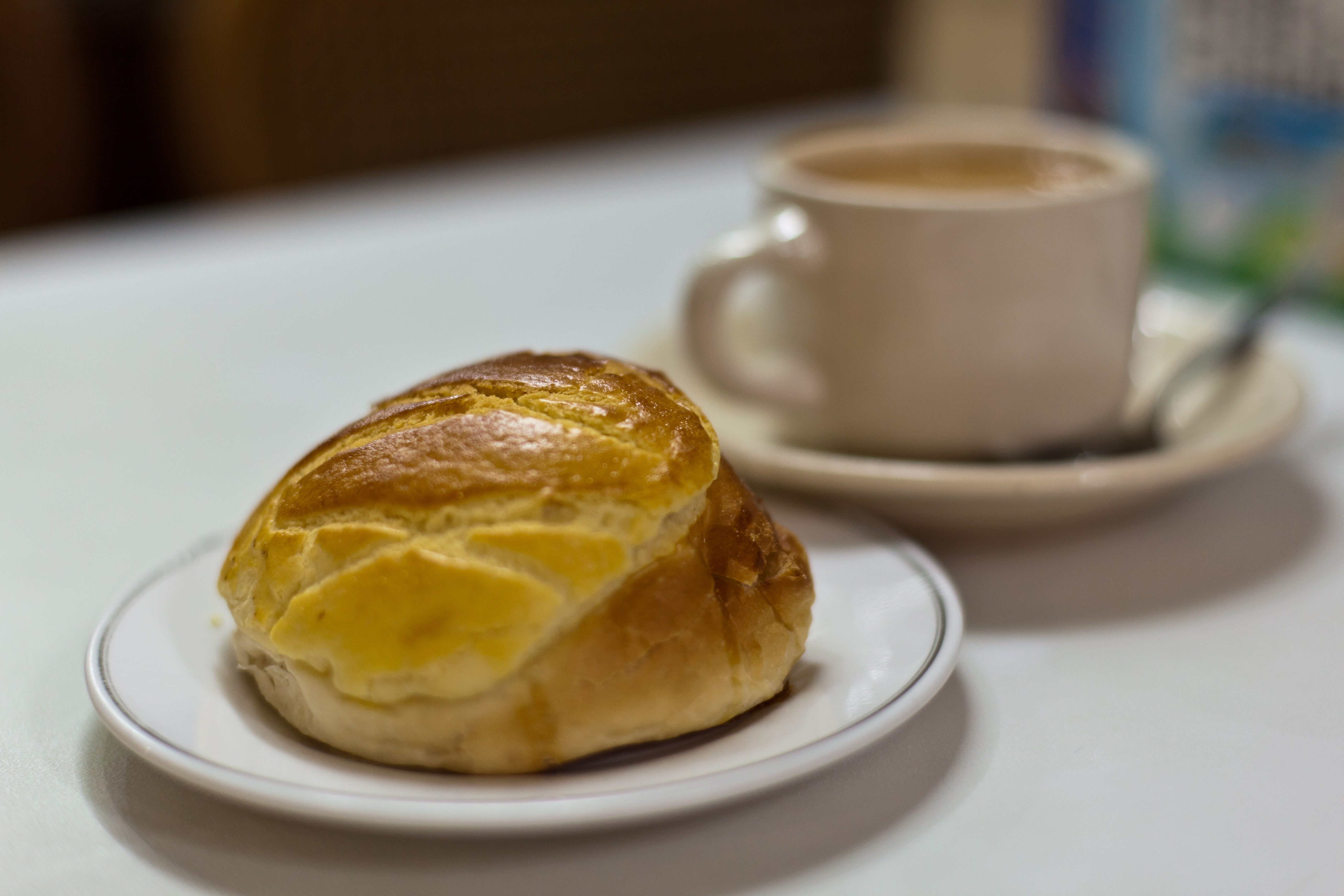
樂香園菠蘿包、奶茶

樂香園供應傳統茶餐廳咖啡奶茶及食品，當中以菠蘿包、蛋撻及雞批著名。位於威靈頓街的樂香園舊舖裝潢懷舊，在香港已甚為罕有。其天花裝上舊式吊扇，店內有一招牌寫上「中環蛇竇六十年不變只此一間」。
樂香園也為在附近上班族提供聚腳點，不少立法會議員和高官名人都是常客，商界如華人置業主席「大劉」劉鑾雄亦經常吩咐下屬買外賣，民政事務局前局長何志平2003年2月在任時更曾「包起」樂香園閣樓招呼傳媒作新春團拜。

## 外部連結
维基共享资源上的相關多媒體資源：樂香園咖啡室